# Башир, Халид
Халид Башир (англ. Khalid Bashir, 14 февраля 1968, Лайяллпур, Пакистан) — пакистанский хоккеист (хоккей на траве), защитник. Бронзовый призёр летних Олимпийских игр 1992 года, участник летних Олимпийских игр 1988 года, чемпион летних Азиатских игр 1990 года.

## Биография
Халид Башир родился 14 февраля 1968 года в пакистанском городе Лайяллпур (сейчас Фейсалабад).
Играл в хоккей на траве за ПИА из Карачи.
В 1990 году завоевал золотую медаль хоккейного турнира летних Азиатских игр в Пекине.
В 1988 году вошёл в состав сборной Пакистана по хоккею на траве на летних Олимпийских играх в Сеуле, занявшей 6-е место. Играл на позиции защитника, провёл 6 матчей, мячей не забивал.
В 1992 году вошёл в состав сборной Пакистана по хоккею на траве на летних Олимпийских играх в Барселоне и завоевал бронзовую медаль. Играл на позиции защитника, провёл 7 матчей, забил 8 мячей (четыре — в ворота сборной Нидерландов, два ворота — Объединённой команде, по одному — Малайзии и Германии).
В 1987—1993 годах провёл за сборную Пакистана 143 матча, забил 66 мячей.